# 大韓民國宇宙航空廳
宇宙航空廳（韓語：우주항공청）是大韓民國負責監督航空航天技術獲取、促進航空航太工業和空間災害準備的中央行政機構。
2024年5月27日正式成立在慶尚南道泗川市航太局臨時大樓(35°03′11.99″N 128°02′20.50″E / 35.0533306°N 128.0390278°E)，設立依據
「關於宇宙航空管理局的設置和運作的特別法」§6①，是科學和資訊通信技術部下屬的行政機構。專員應視為副部長級別的政治官員，副局長應被視為屬於高級公務員暫定職系的普通公務員。
是開展航太相關天文航空領域研究的行政機構，主要任務包括航太政策、航太人才培訓、航太科學、航太風險應變等。也計畫進行太空研發，進行太空船發射、人造衛星、太空科學探索和先進航空計畫。
主要業務包括航太產業和航空政策、新型航太服務開發、創業支援等，組織營運機構包括預算、法務、資訊、人力資源、巡檢、緊急安全、公共關係等。
2024年5月30日，召開第一次國家航太委員會並公佈進入航太強國五強之一的“航太局政策方向”。大韓民國總統尹錫悅祝賀宇宙航空廳成立，這是對人民的承諾。推進2032年登月（英語：Korean Lunar Exploration Program,KLEP ），並於2045年將韓國國旗插在火星上的「太空廣開土計畫」。5月27日，即航太局開啟之日，將被指定為「航太日」。

## 另見
- NASA
- TASA
- NATA
- 世界號運載火箭
- 羅老運載火箭
- ADD固體運載火箭（朝鲜语：한국형 고체연료 발사체）
- 羅老宇宙中心
- 安興綜合檢測中心（朝鲜语：안흥종합시험장）
- 大韓民國國防科學研究所
- 大韓民國航空宇宙研究院
- 大韓民國宇宙航空暨太空總署署長（朝鲜语：대한민국의 우주항공청장）
- 大韓民國的太空R&D（朝鲜语：대한민국의 우주 개발）

## 外部鏈結
- 官方網站 （页面存档备份，存于）